# Rui Porto Nunes
Rui Pedro Porto Nunes (Portalegre, 4 de Novembro de 1986) é um ator e dobrador português de televisão, cinema e publicidade, protagonista da série Lua Vermelha.

## Biografia
Rui Porto Nunes nasceu e cresceu no distrito de Portalegre, com o sonho de se tornar ciclista profissional. No final da adolescência, um problema de saúde forçou-o a desistir desse sonho e dedicou-se à sua outra paixão, o cinema. Estudou Realização na Universidade Lusófona, até que um casting para televisão o levou a descobrir a vocação de ator.
Iniciou a carreira em 2007 na série juvenil Morangos com Açúcar. Em 2008, integrou o elenco da telenovela da TVI Olhos nos Olhos. Em 2010 transitou para a SIC, onde se celebrizou como protagonista da série juvenil Lua Vermelha e nos anos seguintes participou em várias telenovelas da estação, tais como Laços de Sangue, Rosa Fogo, Dancin' Days e Sol de Inverno. Em 2014, regressou à TVI na telenovela Jardins Proibidos, e em 2017 na telenovela A Herdeira. Também em 2017, interpretou o Infante Manuel de Bragança na série da RTP Madre Paula.
Em 2011 foi co-apresentador do programa Curto Circuito da SIC Radical.
Desde 2017, integra anualmente o grupo de repórteres da Volta a Portugal em Bicicleta nas redes sociais da prova.
No cinema, a par de outros projectos, interpretou José Malhoa na curta-metragem O Dia da Exaltação de 2017 e participou no filme Carga de 2018.
Em teatro, integrou em 2017 o elenco da peça Punk Rock.
Trabalha ainda como dobrador de séries de televisão, cinema (nas versões dobradas de filmes como Espelho Meu, Espelho Meu, Hop, Como Treinares o Teu Dragão 2, Como Treinares o Teu Dragão 3, LEGO Ninjago: O Filme e Pokémon: Detective Pikachu) e jogos de vídeo, e como locutor de publicidade.
Desde sempre aficionado dos desportos de velocidade, já competiu em várias provas nacionais e internacionais de ciclismo e motociclismo.

## Filmografia

### Televisão
| Ano         | Projeto                    | Papel                              | Notas                 | Canal       |
| ----------- | -------------------------- | ---------------------------------- | --------------------- | ----------- |
| 2006        | Tempo de Viver             | Rapaz na Discoteca                 | Figuração             | TVI         |
| 2007 - 2008 | Morangos com Açúcar 5      | Bruno Andrade                      | Elenco Principal      | TVI         |
| 2008 - 2009 | Olhos nos Olhos            | Gustavo Viana Levia Vaz de Almeida | Elenco Principal      | TVI         |
| 2010 - 2012 | Lua Vermelha               | Afonso Azevedo                     | Protagonista          | SIC         |
| 2010 - 2011 | Curto Circuito             | Ele Próprio                        | Apresentador          | SIC Radical |
| 2011        | Laços de Sangue            | Sérgio                             | Elenco Adicional      | SIC         |
| 2011        | Voo Direto                 | Padre                              | Elenco Adicional      | RTP1        |
| 2011 - 2012 | Rosa Fogo                  | Vítor Barbalho                     | Elenco Principal      | SIC         |
| 2012        | A Família Mata             |                                    | Elenco Adicional      | SIC         |
| 2013        | Dancin' Days               | João                               | Elenco Principal      | SIC         |
| 2013        | Splash! Celebridades       | Ele próprio                        | Concorrente           | SIC         |
| 2014 - 2015 | Jardins Proibidos          | Diogo Ramos                        | Elenco Principal      | TVI         |
| 2016 - 2017 | Miúdo Graúdo               | Diogo                              | Participação Especial | RTP1        |
| 2017        | Madre Paula                | Manoel                             | Elenco Principal      | RTP1        |
| 2017        | Inspetor Max               | Rui                                | Participação Especial | TVI         |
| 2017        | A Herdeira                 | Morais                             | Elenco Adicional      | TVI         |
| 2018        | Três Mulheres              | Homem de fato escuro               | Elenco Adicional      | RTP1        |
| 2019        | Vidas Opostas              | Ivan                               | Elenco Adicional      | SIC         |
| 2020        | Prisioneira                | Sebastião                          | Elenco Adicional      | TVI         |
| 2021 - 2022 | Festa É Festa              | Zé Fibra                           | Elenco Adicional      | TVI         |
| 2023        | Flor sem Tempo             | Rúben                              | Elenco Adicional      | SIC         |
| 2025 - 2026 | Lua Vermelha: Nova Geração | Afonso Azevedo                     | Protagonista (OPTO)   | SIC         |

### Cinema
| Ano  | Filme                |
| ---- | -------------------- |
| 2006 | Droga                |
| 2007 | Lucky Strike         |
| 2011 | Catarina e os Outros |
| 2011 | Yakun                |
| 2017 | O Dia da Exaltação   |
| 2018 | Carga                |